# Poliedro de caras regulares

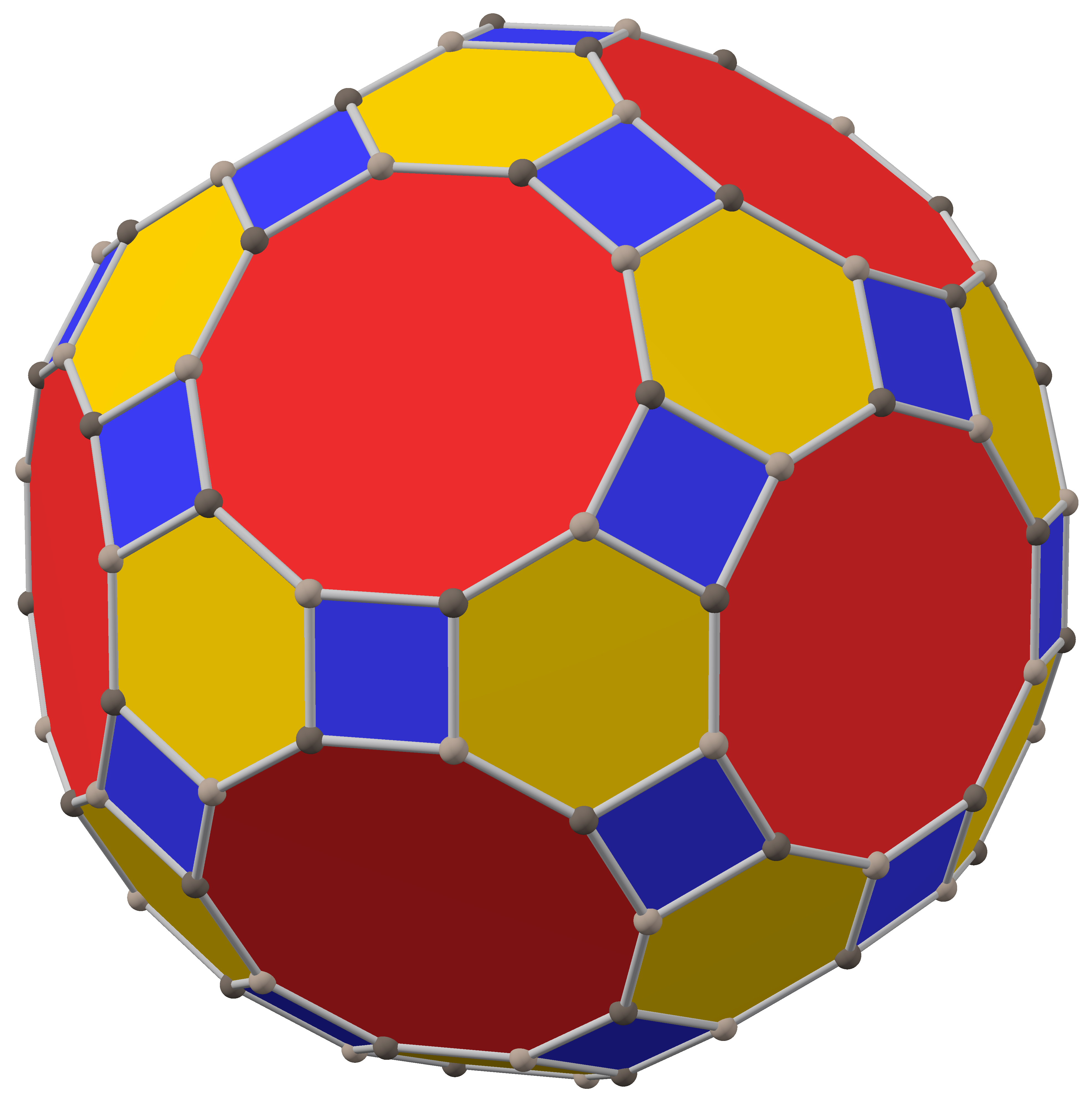
Poliedro compuesto por cuadrados, hexágonos y decágonos, todos polígonos regulares.

Imagen 1(Poliedro de caras regulares)

Un poliedro de caras regulares es un poliedro que cumple con que todas sus caras son polígonos regulares. En esta clase existe una variedad infinita de poliedros, e incluye tanto poliedros convexos como  no convexos.
Existen varias subcategorías dentro de esta familia según las características en común que compartan los poliedros, pero estas no contienen a todos los poliedros de caras regulares que hay.

## Sólidos platónicos
Los 5 sólidos platónicos o poliedros regulares, los cuales son convexos, isoedrales e isogonales:
| Nombre                  | Imagen | Símbolo de Schläfli | Configuración de vértices |
| ----------------------- | ------ | ------------------- | ------------------------- |
| Tetraedro               |        | {3,3}               | 3.3.3                     |
| Cubo o hexaedro regular |        | {4,3}               | 4.4.4                     |
| Octaedro                |        | {3,4}               | 3.3.3.3                   |
| Dodecaedro              |        | {5,3}               | 5.5.5                     |
| Icosaedro               |        | {3,5}               | 3.3.3.3.3                 |

## Sólidos arquimeadinos
Los 13 sólidos arquimedianos o sólidos de Arquímedes, los cuales son convexos e isogonales, pero no isoedrales, y no incluyen a las familias infinitas de los prismas y los antiprismas:
| Nombre                   | Imagen | Configuración de vértices |
| ------------------------ | ------ | ------------------------- |
| Tetraedro truncado       |        | 3.6.6                     |
| Cuboctaedro              |        | 3.4.3.4                   |
| Cubo truncado            |        | 3.8.8                     |
| Octaedro truncado        |        | 4.6.6                     |
| Rombicuboctaedro         |        | 3.4.4.4                   |
| Cuboctaedro truncado     |        | 4.6.8                     |
| Cubo romo                |        | 3.3.3.3.4                 |
| Icosidodecaedro          |        | 3.5.3.5                   |
| Dodecaedro truncado      |        | 3.10.10                   |
| Icosaedro truncado       |        | 5.6.6                     |
| Rombicosidodecaedro      |        | 3.4.5.4                   |
| Icosidodecaedro truncado |        | 4.6.10                    |
| Dodecaedro romo          |        | 3.3.3.3.5                 |

## Otros poliedros convexos uniformes
Los únicos poliedros convexos uniformes que no pertenecen ni a los sólidos arquimedianos ni a los sólidos platónicos son los poliedros prismáticos no isoedrales:
- La familia infinita de los prismas (menos el prisma cuadrado)
- La familia infinita de los antiprismas (menos el antiprisma digonal y el antiprisma triangular)

## Sólidos de Johnson
Los 92 sólidos de Johnson son los únicos poliedros de caras regulares convexos no uniformes.

## Sólidos de Kepler-Poinsot
Los 4 sólidos de Kepler-Poinsot, los cuales son poliedros regulares estrellados:
| Nombre                        | Imagen | Símbolo de Schläfli | Configuración de vértices |
| ----------------------------- | ------ | ------------------- | ------------------------- |
| Gran dodecaedro               |        | {5,5⁄2}             | (55)/2                    |
| Pequeño dodecaedro estrellado |        | {5⁄2,5}             | (5⁄2)5                    |
| Gran icosaedro                |        | {3,5⁄2}             | (35)/2                    |
| Gran dodecaedro estrellado    |        | {5⁄2,3}             | (5⁄2)3                    |

## Otros poliedros uniformes estrellados
- La familia infinita de los poliedros prismáticos estrellados, los cuales tienen polígonos estrellados como bases:
  - La familia infinita de los prismas de base estrellada
  - La familia infinita de los antiprismas de base estrellada
- Los 53 poliedros uniformes estrellados que no pertenecen ni a los sólidos de Kepler-Poinsot ni a los poliedros prismáticos estrellados

## Teselados regulares
Los 3 teselados regulares, los cuales al poseer ángulos diedros de 180° se extienden infinitamente, teselando completamente el plano. No son convexos y son isoedrales e isogonales:
| Nombre              | Imagen | Símbolo de Schläfli | Configuración de vértices |
| ------------------- | ------ | ------------------- | ------------------------- |
| Teselado triangular |        | {3,6}               | 3.3.3.3.3.3               |
| Teselado cuadrado   |        | {4,4}               | 4.4.4.4                   |
| Teselado hexagonal  |        | {6,3}               | 6.6.6                     |

## Otros teselados uniformes
Solo hay ocho teselados uniformes no regulares:
| Nombre                         | Imagen | Configuración de vértices |
| ------------------------------ | ------ | ------------------------- |
| Teselado cuadrado truncado     |        | 4.8.8                     |
| Teselado cuadrado romo         |        | 3.3.4.3.4                 |
| Teselado trihexagonal          |        | 3.6.3.6                   |
| Teselado hexagonal truncado    |        | 3.12.12                   |
| Teselado rombitrihexagonal     |        | 3.4.6.4                   |
| Teselado trihexagonal truncado |        | 4.6.12                    |
| Teselado trihexagonal romo     |        | 3.3.3.3.6                 |
| Teselado triangular elongado   |        | 3.3.3.4.4                 |

## Otros teselados
La familia de los teselados de caras regulares que no son uniformes en infinita.

## Otras familias

### Deltaedros
Los deltaedros son poliedros cuyas caras son todas triángulos equiláteros:
- Los 8 deltaedros convexos:

| Nombre                           | Imagen |
| -------------------------------- | ------ |
| Tetraedro                        |        |
| Octaedro                         |        |
| Icosaedro                        |        |
| Bipirámide triangular            |        |
| Bipirámide pentagonal            |        |
| Biesfenoide romo                 |        |
| Prisma triangular triaumentado   |        |
| Bipirámide cuadrada giroelongada |        |
- La familia infinita de los deltaedros no convexos

### Policubos
Los policubos son poliedros de caras cuadradas cuyos ángulos diedros siempre corresponden a múltiplos de 90°. Su construcción se puede describir como una unión de cualquier cantidad de cubos por sus caras.